# 312. strelska divizija (ZSSR)
312. strelska divizija (izvirno rusko 312. стрелковая дивизия; kratica 312. SD) je bila strelska divizija Rdeče armade v času druge svetovne vojne.

## Zgodovina
Divizija je bila ustanovljena julija 1941 v Aktjubinsku in uničena novembra 1941. Ponovno je bila ustanovljena januarja 1942.